# Santiago Feuillassier
Santiago Feuillassier (Mar del Plata, Provincia de Buenos Aires, Argentina; 29 de abril de 1994) es un futbolista argentino nacionalizado español. Juega como mediocampista y actualmente se encuentra en Völsungur ÍF.

## Clubes
| Club                 | País     | Año             |
| -------------------- | -------- | --------------- |
| Rayo Vallecano B     | España   | 2012 - 2013     |
| AD Parla             | España   | 2013 - 2014     |
| CD Puerta Bonita     | España   | 2014            |
| Alcobendas CF        | España   | 2015            |
| Lausanne-Sport       | Suiza    | 2015 - 2016     |
| FC Le Mont           | Suiza    | 2016 - 2018     |
| FC Bavois            | Suiza    | 2018            |
| SSD Città di Messina | Italia   | 2018            |
| Tauro FC             | Panamá   | 2019            |
| ASD Sancataldese     | Italia   | 2019            |
| FC Sambiase Calcio   | Italia   | 2019 - 2020     |
| AC Este 1920         | Italia   | 2020 - 2021     |
| Völsungur ÍF         | Islandia | 2021 - Presente |